# Appelez nord 777
Pour plus de détails, voir Fiche technique et Distribution.
Appelez Nord 777 (Call Northside 777) est un film américain, réalisé par Henry Hathaway, sorti en 1948.
Film noir, il est basé sur l'histoire vraie d'un reporter de Chicago, parue dans le Chicago Times, qui tente de prouver l'innocence d'un homme, emprisonné pour un meurtre commis 11 ans auparavant, dont il n'est pas l'auteur.
Le rôle du journaliste obstiné, P.J. McNeal, est tenu par James Stewart et Richard Conte joue celui du prisonnier, Frank Wiecek, basé sur le personnage réel, Joseph Majczek, convaincu du meurtre d'un policier avec son complice, Theodore Marcinkiewicz.

## Synopsis
En 1932 à Chicago, un policier est tué lors d'un cambriolage d'une épicerie. Frank Wiecek et Tomek Zaleska sont arrêtés et la justice prononce à leur encontre une peine à perpétuité. Onze ans plus tard, la mère de Frank, convaincue de l'innocence de son fils, lequel n'a jamais cessé de la clamer, passe une annonce dans le Chicago Times, demandant que des éléments nouveaux soient communiqués et offrant 5 000 dollars de récompense. Le rédacteur en chef du journal demande au reporter P.J. McNeal de mener sa propre enquête sur cette affaire. Le journaliste montre une réticence et ne semble intéressé que par les ventes que peut générer cette histoire mais peu à peu, il se laisse convaincre de l'innocence de Frank Wiecek. Il se décide à enquêter mais se heurte à une résistance de la part des autorités.

## Fiche technique
- Titre original : Call Northside 777
- Titre français : Appelez Nord 777
- Réalisation : Henry Hathaway
- Assistants réalisateurs : Abe Steinberg, Joseph E. Rickards (non crédités)
- Scénario : Jerome Cady et Jay Dratler (scénario), Leonard Hoffman et Quentin Reynolds	(adaptation), James P. McGuire (article)
- Producteur : Otto Lang
- Responsable de production : Darryl F. Zanuck (non crédité)
- Société de production et de distribution : Twentieth Century Fox
- Musique : Alfred Newman, orchestrée par Edward B. Powell
- Directeur de la photographie : Joseph MacDonald
- Effets spéciaux photographiques : Fred Sersen
- Montage :  J. Watson Webb Jr., assisté de Lyman Hallowell (non crédité)
- Décors : Lyle R. Wheeler, Mark Lee Kirk (directeurs artistiques), Thomas Little et Walter M. Scott (décorateurs de plateau)
- Costumes : Kay Nelson
- Maquillage : Ben Nye
- Son : W.D. Flick, Roger Heman
- Pays de production :  États-Unis
- Langue : anglais, polonais
- Format : noir et blanc – 35 mm – 1,37:1 – mono (Western Electric Recording)
- Genre : film noir
- Durée : 106 minutes
- Dates de sortie : 
  - États-Unis : 13 février 1948
  - France : 27 août 1948
- Affiches : Constantin Belinsky, Boris Grinsson (France)

## Distribution
- James Stewart (VF : Roger Tréville) : P.J. McNeal
- Richard Conte (VF : Michel André) : Frank Wiecek
- Lee J. Cobb (VF : Gérard Férat) : Brian Kelly
- Helen Walker (VF : Françoise Gaudray) : Laura McNeal
- Betty Garde : Wanda Skutnik
- Kaza Orzazewski : Tillie Wiecek
- Joanne de Bergh : Helen Wiecek
- Moroni Olsen : le président de la commission des libertés conditionnelles
- John McIntire (VF : Lucien Bryonne) : Sam Faxon
- Paul Harvey : Martin J. Burns
- Howard Smith : K. L. Palmer

Et, parmi les acteurs non crédités :
- Robert Adler : un chauffeur de taxi
- Larry J. Blake : un technicien photographe de la police
- Eddie Dunn (en) : l'agent patrouilleur John W. Bundy
- Helen Foster : une secrétaire
- Percy Helton : William Decker,le facteur
- Samuel S. Hinds : le juge Charles Moulton
- Robert Karnes : Pete, le cameraman
- Cy Kendall : 2e barman
- J. M. Kerrigan : Sullivan
- Henry Kulky : le premier barman
- Charles Lane : l'avocat de l'accusation
- E. G. Marshall : Rayska
- George Melford : un membre de la commission des libertés conditionnelles
- Addison Richards : John Albertson
- Richard Rober : le sergent de police Larson
- Freddie Steele : un homme du hold-up
- George Tyne : Tomek Zaleska
- Otto Waldis : Boris Siskovich
- Robert B. Williams : un technicien du journal officiel de l'Illinois

## Récompenses
- 1949 : Prix Edgar-Allan-Poe du meilleur film attribué au réalisateur Henry Hathaway, scénaristes et adaptateurs Jerome Cady (à titre posthume), Jay Dratler, Leonard Hoffmann, Quentin Reynolds et producteur Otto Lang